# Dwight Muhammad Qawi
Dwight Muhammad Qawi (ur. jako Dwight Braxton 5 stycznia 1953 roku w Baltimore, zm. 25 lipca 2025 w Camden) – amerykański bokser i były mistrz świata federacji WBC wagi półciężkiej oraz WBA wagi junior ciężkiej. w 2004 roku został wprowadzony do International Boxing Hall of Fame.

## Dzieciństwo
Dwight Qawi wcześniej nazywający się Dwight Braxton urodził się w Baltimore, ale młodość spędził w Camden New Jersey, gdzie jako młody chłopak wszedł w konflikt z prawem i został skazany za rozbój na karę pięciu lat pozbawienia wolności. To właśnie w więzieniu znalazł swoje miejsce w życiu i zaczął uprawiać sport dzięki więziennemu programowi bokserskiemu oraz dzięki jednemu z więźniów Jamesowi Scottowi, który wcześniej był pretendentem w wadze półciężkiej i z którym walczył kilkakrotnie w więzieniu, a gdy został zwolniony z więzienia w 1978 roku, od razu stał się zawodowym bokserem. Styl Qawiego był najczęściej porównywany do stylu Joe Fraziera i nie bez powodu ponieważ gdy wyszedł na wolność trenował we Frazier Philadelphia gym.

## Kariera zawodowa
Zadebiutował 19 kwietnia 1978 remisując na punkty pojedynek z Leonardem Langleyem. W swojej trzeciej walce 2 listopada 1978 przegrał na punkty z Johnnym Davisem. 19 grudnia 1981 po czternastu kolejnych zwycięstwach stanął wo walki z mistrzem WBC wagi półciężkiej Matthew Saad Muhammadem którego pokonał przez techniczny nokaut w dziesiątej rundzie zostając nowym mistrzem świata krótko po tym jak ogłosił przejście na islam zmieniając swoje imię na Dwight Muhammad Qawi. 21 marca 1982 obronił swój pas nokautując Jerry Martina w szóstej rundzie. 7 sierpnia 1982 doszło do rewanżowego pojedynku z Matthew Saad Muhammadem którego znokautował w szóstej rundzie. 20 listopada 1982 w swojej trzeciej obronie znokautował w jedenastej rundzie Eddiego Davisa. 18 marca 1983 stracił swój tytuł w walce unifikacyjnej z mistrzem WBA Michaelem Spinksem przegrywając jednogłośnie na punkty. Czując że utrzymywanie wagi jest coraz większym problemem postanowił przenieść się do kategorii junior ciężkiej i po serii czterech zwycięstw 27 lipca 1985 udał się do Republiki Południowej Afryki, gdzie zdobył pas WBA nokautując w jedenastej rundzie Pieta Crousa. 22 marca 1986 w pierwszej obronie pokonał przez TKO w szóstej rundzie byłego mistrza świata wagi ciężkiej Leona Spinksa. Swój tytuł stracił 12 lipca 1986 w pojedynku z Evanderem Holyfieldem na punkty decyzją większości. 15 maja 1987 przegrał decyzją większości z byłym mistrzem WBA Ossie Ocasio oraz pokonał przez nokaut w szóstej rundzie byłego mistrza IBF Lee Roy Murphy'go. 5 grudnia 1987 doszło do rewanżu z posiadającym pasy WBA oraz IBF Holyfieldem z którym Qawi został znokautowany w czwartej rundzie. Po tej porażce postanowił przenieść się do wagi ciężkiej gdzie 19 marca 1988 został znokautowany z siódmej rundzie przez George Foremana. Qawi postanowił powrócić do wagi junior ciężkiej gdzie po serii czterech zwycięstw stanął do walki i wakujący pas WBA przegrywając z Robertem Danielsem. Stoczył jeszcze trzynaście pojedynków wygrywając dziewięć z nich między innymi z byłym mistrzem IBF Rickeyem Parkeyem.

## Koniec kariery
Dwight Qawi zakończył karierę w 1999 w wieku 46 lat, po czym został trenerem boksu w New Jersey. W 1989 roku rozpoczął pracę w centrum rehabilitacji Mays Landing, gdzie pomagał dorosłym oraz młodzieży uzależnionym od alkoholu i narkotyków.